# Composizioni di Georg Philipp Telemann

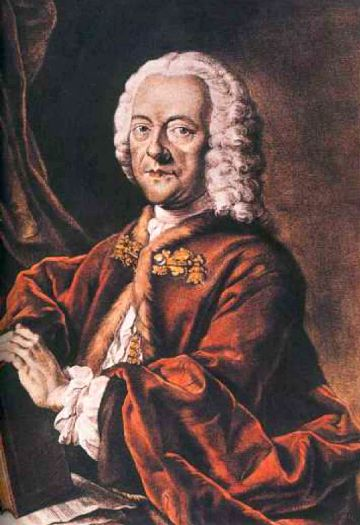
Telemann in un ritratto del 1750

Lista delle composizioni di Georg Philipp Telemann (1681-1767), ordinate per numero di catalogo secondo il Telemann-Werke-Verzeichnis o TWV, a cura di Werner Menke e Martin Ruhnke. Questo rappresenta il catalogo di riferimento e più aggiornato per le opere di Telemann.

## Musica vocale sacra

### Cantate religiose (TWV 1)
- TWV.1/732 - Herr Christ, der einge Gottessohn, cantata per soprano, contralto, tenore, basso e orchestra, 1722 Francoforte

### Oratori della passione, Passioni (TWV 5)
- TWV.5/1 - Mich vom Stricke meiner Sünde, 1716 Francoforte

### Oratori sacri (TWV 6)
- TWV.6/3a e TWV.6/3b - Die Donnerode, oratorio in 2 parti per soprano, contralto, tenore, basso e orchestra, 1756 Amburgo
- TWV.6/4 - Der Messias , oratorio in 2 parti per voci, coro e orchestra, 1759 Amburgo
- TWV 6: 8 - Der Tag des Gerichts per soprano, alto, tenore, basso, 2 oboi, timpani, 2 violini, viola, viola da gamba, violoncello e basso continuo

### Mottetti (TWV 8)
- TWV 8: 16 - Wohl dem, der den Herrn furchtet per soprano, alto e basso continuo

### Messe, Magnificat, Opere con movimento unico (TWV 9)
- TWV 9: 1 - Messa su Ach Gott vom Himmel sieh darein per soprano, alto, basso e tenore
- TWV 9: 20 - Lobet den Herrn alle Heiden, Halleluja per soprano, alto, tenore, basso, 2 violini, viola, violoncello e basso continuo

### Collezioni (TWV 10)
- TWV 10: 1: Libro di melodie evangeliche: Collezione di 2056 melodie di corali

### Cantate, Serenate per i matrimoni (TWV 11)
- TWV 11: 27 - Lieblich und schon sein ist nichts per alto, tenore, basso, oboe, 2 corni, 2 violini, viola, violoncello e basso continuo

### Composizioni per gli anniversari di nascita (TWV 12)
- TWV 12: 3 - Willkommen, schoner Freudentag per 2 soprani, tenore, basso, 2 oboi, 2 violini, viola, violoncello e basso continuo

### Opere per le feste politiche (TWV 13)
- TWV 13: 15 - Jauchzet dem Herrn alle Welt: Cantata da chiesa per la festa d'incoronazione del Re Francesco I, perd.

### Composizioni per le scuole di Amburgo e di Altona (TWV 14)
- TWV 14: 14 - O terra felicissima per 2 soprani, violoncello e basso continuo

### Musica per il Borgomastro: Oratori, Serenate (TWV 15)
- TWV 15: 22a - Herr, unser Gott, von diener Huld durchdrungen: Oratorio, perd.

## Musica vocale profana

### Opere ed arie d'opere (TWV 21)
- TWV 21: 0 - Gelassenheit: Operetta (dialogo) per la nascita della Principessa Anna Sofia Carlotta, perd., 1729 Eisenach
- TWV 21: 1 - Der lachende Democritus: Singspiel in 3 atti, perd.
- TWV 21: 2 - Ferdinand und Isabella: Opera in 5 atti, perd.
- TWV 21: 3 - Cajus Caligula: Opera in 5 atti, perd.
- TWV 21: 4 - Adonis: Opera in 3 atti, frammenti di manoscritto
- TWV 21: 5 - Narcissus: Opera in 3 atti, frammenti di manoscritto
- TWV 21: 6 - Mario: Opera in 3 atti, frammenti di manoscritto
- TWV 21: 7 - Jupiter und Semele: Opera, perd., 1718 Opera di Lipsia
- TWV 21: 8 - Damon: Opera in 3 atti, 1724 Opera di Amburgo
- TWV 21: 9 - Der geduldige Socrates: Singspiel comico in 3 atti, 1721 Opera di Amburgo
- TWV 21: 10 - Genserich oder Sieg der Schonheit: Opera in 3 atti, 1722 Opera di Amburgo
- TWV 21: 11 - Belsazar oder Das Ende der Babylonischen Gefangenschaft: Opera in 3 atti, frammenti di manoscritto, 1723 Opera di Amburgo
- TWV 21: 12 - Alerich - Stilico, 1723 Bayreuth
- TWV 21: 13 - Der Beschluss des Carnevals, Il Capitano: Composizione non conservata, opera comica in 1 atto, 1724 Opera di Amburgo
- TWV 21: 14 - Omphale: Singspiel in 5 atti, 1724 Opera di Amburgo
- TWV 21: 15 -  Pimpinone oder Die ungleiche Heirst oder Das Herrschauchtige Cammer-Madgen: Opera, 1724 His Majesty's Theatre di Londra
- TWV 21: 16 - La Capriziosa e il Credulo auch Die geliebte Eigensinnige und der leichtglaubige Liebhaber: Opera in 3 atti, frammenti di manoscritto
- TWV 21: 17 - Adelheid: Opera in 3 atti, frammenti di manoscritto, 1727 Opera di Amburgo
- TWV 21: 18 - Orpheus oder Die wunderbars Bestandigkeit der Liebe: Dramma musicale, perd., 1726 Opera di Amburgo
- TWV 21: 19 - Calypso oder Sieg der Weisheit uber die Liebe: Singspiel in 3 atti, frammenti di manoscritto
- TWV 21: 154 - Himmel, fuhre meine Seele: Aria d'opera per basso, 2 oboi, 2 violini, viola, violoncello e basso continuo

### Contributi ad opere di altri compositori (TWV 22)
- TWV 22: 1 - Ulysses (opera di Giuseppe Maria Orlandini): 
  - So erhalt getreue Liebe, duetto per soprano, alto in la maggiore
- TWV 22: 2 - Tamerlano (opera di Georg Friedrich Händel):
  - Intermezzo
  - Aria n. 6
- TWV 22: 3 - Otto (opera di Georg Friedrich Händel):
  - 14 arie

### Prologhi per opere (TWV 23)
- TWV 23: 1 - Spiriti amanti festeggiate per le nozze di Luigi XV e Maria, composizione non conservata
- TWV 23: 2 - Senza titolo per la nuova presentazione dei personaggi d'opera, composizione non conservata
- TWV 23: 3 - Senza titolo per l'anniversario della nascita del Re britannico Giorgio Luigi

### Oratori profani (TWV 24)
- TWV 24: 5 - Durch des Krieges Trutz und Macht: Composizione per un Kaufmannschaft, frammenti di manoscritto

### Lavori pedagogici, Odi, Leider, ecc. (TWV 25)
- TWV 25: 1 - Singende Geographie: 36 pezzi pedagogici per voce e basso continuo
- TWV 25: 37 - Der getreue Musikmeister: Das Frauenzimer verstimmt sich immer, aria per soprano
- TWV 25: 86 - Odi: 24 odi per voce e basso continuo
- TWV 25: 114 - Canone a 6: Canone per gli studenti di Luneburgo (1735)

## Musica per strumento a tastiera e liuto

### Fughe per tastiera (TWV 30)
- 30:1-20	20 piccole Fughe per organo o tastiera	
  - 30: 1	Fuga, in re maggiore, per organo o tastiera
  - 30: 2	Fuga, in la maggiore, per organo o tastiera
  - 30: 3	Fuga, in sol maggiore, per organo o tastiera
  - 30: 4	Fuga, in mi minore, per organo o tastiera
  - 30: 5	Fuga, in re minore, per organo o tastiera
  - 30: 6	Fuga, in do maggiore, per organo o tastiera
  - 30: 7	Fuga, in si minore, per organo o tastiera
  - 30: 8	Fuga, in re maggiore, per organo o tastiera
  - 30: 9	Fuga, in la minore, per organo o tastiera
  - 30: 10 Fuga, in mi minore, per organo o tastiera
  - 30: 11 Fuga, in do maggiore, per organo o tastiera
  - 30: 12 Fuga, in mi minore, per organo o tastiera
  - 30: 13 Fuga, in do minore, per organo o tastiera
  - 30: 14 Fuga, in la minore, per organo o tastiera
  - 30: 15	Fuga, in si minore, per organo o tastiera
  - 30: 16	Fuga, in re minore, per organo o tastiera
  - 30: 17	Fuga, in la minore, per organo o tastiera
  - 30: 18	Fuga, in fa maggiore, per organo o tastiera
  - 30: 19	Fuga, in sol maggiore, per organo o tastiera
  - 30: 20	Fuga, in la minore, per organo o tastiera
- 30:21-26	Fughe et piccoli movimenti per tastiera	
  - 30: 21	Fuga, in sol minore, per tastiera
  - 30: 22	Fuga, in la maggiore, per tastiera
  - 30: 23	Fuga, in do maggiore, per tastiera
  - 30: 24	Fuga, in re minore, per tastiera
  - 30: 25	Fuga, in mi minore, per tastiera
  - 30: 26	Fuga, in fa maggiore, per tastiera
- 30: 27	Fughetta, in fa maggiore, per organo o tastiera
- 30: 28	Fughetta, in re maggiore, per organo o tastiera
- 30: 29	Fuga, in mi minore, per organo o tastiera
- 30: 30	Fuga, in re maggiore, per organo o tastiera
- 30: 31	Canon, in sol minore, per organo
- Anh	Supplemento
- 30: A1	Fuga, in la minore, per organo o tastiera	[opera di Georg Michael Telemann]
- 30: A2	Fuga alla capella, in fa maggiore, per organo o tastiera	[opera di Georg Michael Telemann]
- 30: A3	Fuga, in sol minore, per organo o tastiera

### Suite per clavicembalo (TWV 32)
- TWV 32: 1 - Partita per clavicembalo in sol maggiore
- TWV 32: 2 - Ouverture alla polacca per clavicembalo in re minore
- TWV 32: 3 - Assolo per clavicembalo in do maggiore
- TWV 32: 4 - Assolo per clavicembalo in fa maggiore
- Sei ouverture con 2 movimenti corollari
  - TWV 32: 5 - Ouverture per clavicembalo in sol maggiore
  - TWV 32: 6 - Ouverture per clavicembalo in la maggiore
  - TWV 32: 7 - Ouverture per clavicembalo in fa maggiore
  - TWV 32: 8 - Ouverture per clavicembalo in mi minore
  - TWV 32: 9 - Ouverture per clavicembalo in mi bemolle maggiore
  - TWV 32: 10 - Ouverture per clavicembalo in si minore
- TWV 32: 11 - Ouverture per clavicembalo in do maggiore
- TWV 32: 12 - Ouverture per clavicembalo in la minore
- TWV 32: 13 - Ouverture per clavicembalo in sol maggiore
- TWV 32: A1 - Ouverture per clavicembalo in mi bemolle maggiore
- TWV 32: A2 - Rigaudon in la minore e Passepied in la maggiore per clavicembalo
- TWV 32: A3 - Spuria di Christian Pezold: Ouverture per clavicembalo in si bemolle maggiore
- TWV 32: A4 - Sarabande e Raigaudon per clavicembalo in sol maggiore
- TWV 32: A5 - Ouverture per oboe, archi e basso continuo in mi maggiore

### Opere per liuto (TWV 39)
- TWV 39: 1 - Partita polacca per 2 liuti in si bemolle maggiore
- TWV 39: 2 - Partita per 2 liuti in sol minore

## Sinfonie, Divertimenti, Marce (TWV 50)

### Sinfonie
- TWV 50: 1 - Grillen Sinfonie per flauto traverso e od ottavino, oboe, salmoè, 2 violoni, viola, 2 contrabbassi concertanti e basso continuo in sol maggiore
- TWV 50: 2	- Sinfonia melodica per 2 oboi, 2 violini, viola e basso continuo in do maggiore
- TWV 50: 3 - Sinfonia per flauto a becco contralto e viola da gamba concertanti, 2 oboi, bugle, 3 tromboni, 2 violini, viola e basso continuo in fa maggiore
- TWV 50: 4 - Sinfonia [Sonata] per 2 oboi, 2 violini, 2 viole e basso continuo in minore
- TWV 50: 5 - Sinfonia per 2 flauti traversi, 2 oboi, fagotto, 2 violini, viola e basso continuo in mi minore
- TWV 50: 6 - Sinfonia in si bemolle maggiore
- TWV 50: 7 - Sinfonia in fa maggiore
- TWV 50: 8 - Sinfonia sulla melodia di Père Barnabas
- TWV 50: 9 - Musica da tavola II, 6: Conclusione per oboe, tromba, archi e basso continuo in re maggiore
- TWV 50: 10 - Musica da tavola III, 6:	Conclusione per 2 oboi, archi e basso continuo in si bemolle maggiore
- TWV 50: A1 -  Sinfonia, Serenata per le feste del primo centenario della deputazione di Amburgo in re maggiore
- TWV 50: A2 - Brockespassion (TWV 5: 1): Sinfonia in do minore
- TWV 50: A3 - Hercules et Alceste (TWV 21: 34): Sinfonia in sol minore
- TWV 50: A4 - Passionsoratorium Seliges Erwagen (TWV 5: 2): Sinfonia in fa maggiore

### Divertimenti
- TWV 50: 21 - Divertimento per 2 corni, 2 flauti traversi, archi e basso continuo in mi bemolle maggiore
- TWV 50: 22 - Divertimento per 2 violini, viola e basso continuo in la maggiore
- TWV 50: 23 - Divertimento per 2 violini, viola e basso continuo in si bemolle maggiore

### Marce
- Heldenmusik
  - TWV 50: 31 - Die Wurde (La Maestà): Marcia eroica in re maggiore
  - TWV 50: 32 - Die Anmut (La Grazia): Marcia eroica in re maggiore
  - TWV 50: 33 - Die Tapferkeit (Il Coraggio): Marcia eroica in re maggiore
  - TWV 50: 34 - Die Ruhe (La Tranquillità): Marcia eroica in mi bemolle maggiore
  - TWV 50: 35 - Die Ruestung (L'Armatura): Marcia eroica in mi bemolle maggiore
  - TWV 50: 36 - Die Liebe (L'Amore): Marcia eroica in mi bemolle maggiore
  - TWV 50: 37 - Die Wachsamkeit (La Vigilanza): Marcia eroica in fa maggiore
  - TWV 50: 38 - Die Ausgelassenheit (La Lussuria): Marcia eroica in fa maggiore
  - TWV 50: 39 - Die Sanftmut (La Gentilezza): Marcia eroica in fa maggiore
  - TWV 50: 40 - Die Grossmut (La Generosità): Marcia eroica in do maggiore
  - TWV 50: 41 - Die Hoffnung (La Speranza): Marcia eroica in si bemolle maggiore
  - TWV 50: 42 - Die Freude (La Gioia): Marcia eroica in sol maggiore
- TWV 50: 43	- Marcia per 2 corni, 3 oboi e fagotto in fa maggiore
- TWV 50: 44	- Fanfara per corno da caccia, 2 flauti traversi, 2 violini, viola e basso continuo in re maggiore
- TWV 50: A5	- Hamburgische Trauermusik: Strumentazione della musica funebre per il borgomastro di Amburgo
- TWV 50: A6	- Penultimo movimento dell'Ouverture (TWV 55:f 1): Ciaccona in fa minore

## Concerti

### Concerti per un unico strumento solista (TWV 51)
- TWV 51: A2 - Concerto per oboe d'amore, archi e basso continuo in la maggiore
- TWV 51: C1 - Concerto per flauto a becco, archi e basso continuo in do maggiore
- TWV 51: C2 - Concerto per violino, archi e basso continuo in do maggiore
- TWV 51: C3 - Concerto per violino, archi e basso continuo in do maggiore
- TWV 51: c1 - Concerto per oboe, archi e basso continuo in do minore
- TWV 51: c2 - Concerto per oboe, archi e basso continuo in do minore
- TWV 51: D1	- Concerto per flauto traverso, archi e basso continuo in re maggiore
- TWV 51: D2	- Concerto per flauto traverso, archi e basso continuo in re maggiore
- TWV 51: D3	- Concerto polonoise per flauto traverso, archi e basso continuo in re maggiore
- TWV 51: D4	- Concerto per flauto traverso, archi e basso continuo in re maggiore
- TWV 51: D5	- Concerto per oboe, archi e basso continuo in re maggiore
- TWV 51: D6	- Concerto pour hautbois, cordes et basse continue in re maggiore
- TWV 51: D7	- Concerto per tromba, archi e basso continuo in re maggiore
- TWV 51: D8	- Concerto per corno da caccia, archi e basso continuo in re maggiore
- TWV 51: D9	- Concerto pour violon, cordes et basse continue in re maggiore
- TWV 51: D10 - Concerto pour violon, cordes et basse continue in re maggiore
- TWV 51: DA1 - Concerto pour flûte traversière, cordes et basse continue in re maggiore
- TWV 51: d1 -
- TWV 51: d2 - Concerto per oboe, archi e basso continuo in re minore
- TWV 51: Es1 - Concerto per oboe, archi e basso continuo in Mi bemolle maggiore
- TWV 51: E1 - Concerto per flauto, archi e basso continuo in Mi maggiore
- TWV 51: E2 - Concerto per oboe d'amore, archi e basso continuo in mi minore
- TWV 51: E3 - Concerto per violino, archi e basso continuo in Mi maggiore
- TWV 51: e1 - Concerto per oboe, archi e basso continuo in Mi minore
- TWV 51: e2 -
- TWV 51: e3 -
- TWV 51: F1 -
- TWV 51: F2 -
- TWV 51: F3 -
- TWV 51: F4 -
- TWV 51: f1 -
- TWV 51: f2 -
- TWV 51: fis1 -
- TWV 51: G1 -
- TWV 51: G2 - Concerto per flauto (oppure oboe), archi e basso continuo in Sol maggiore
- TWV 51: G3 -
- TWV 51: G4 -
- TWV 51: G5 -
- TWV 51: G6 - Concerto per violino, archi e basso continuo in Sol maggiore
- TWV 51: G6a -
- TWV 51: G7 -
- TWV 51: G8 -
- TWV 51: G9 - concerto per viola, archi e basso continuo
- TWV 51: GA1 - Concerto per flauto, archi e basso continuo in Sol maggiore
- TWV 51: g1 -
- TWV 51: a1 - Concerto per violino (o oboe), archi e basso continuo in La minore
- TWV 51: A2 -
- TWV 51: A3 - Concerto per violino, archi e basso continuo in La maggiore
- TWV 51: A4 - Concerto per violino, archi e basso continuo in La maggiore
- TWV 51: A5 -
- TWV 51: AA1 -
- TWV 51: a1 - Concerto per violino, archi e basso continuo in La minore
- TWV 51: a2 -
- TWV 51: B1 -
- TWV 51: B2 -
- TWV 51: BA1 -
- TWV 51: h1 -
- TWV 51: h2 -

## Concerti per due strumenti solisti (TWV 52)
- TWV 52: A3 - concerto per due viole, archi e basso continuo (perduto)
- TWV 52: G3 - concerto per due viole, archi e basso continuo

## Concerti per tre strumenti solisti (TWV 53)
Concerto in Fa magg. Per 3 violini e b.c.